# Sergei Kirsanov
Pour les articles homonymes, voir Kirsanov.
Sergueï Kirsanov, né le 2 janvier 1963 à Sébastopol, est un kayakiste russe pratiquant la course en ligne.
Il est médaillé d'argent en K-4 1000 mètres aux Jeux olympiques d'été de 1988.